# Disophrys punctata
Disophrys punctata är en stekelart som beskrevs av Szepligeti 1914. Disophrys punctata ingår i släktet Disophrys och familjen bracksteklar. Inga underarter finns listade i Catalogue of Life.